# كرايغ وايلي
كرايغ وايلي (بالإنجليزية: Craig Wylie)‏ هو لاعب كرة قدم نيوزيلندي في مركز الدفاع، ولد في 10 فبراير 1984 في بريزبان في أستراليا. شارك مع منتخب نيوزيلندا تحت 17 سنة لكرة القدم. أما مع النوادي، فقد لعب مع نادي أوكلاند سيتي ووايتاكيري يونايتد.